# 千里光
千里光（学名：Senecio scandens）是菊科千里光属的植物。别名九里明、蔓黄菀（台湾植物志）。传说具明目的功效，使人能看到千里之外，因而得名。

## 形态
多年生草本。木质细长的茎呈攀援状，上部多分枝。椭圆状三角形或卵状披针形的叶子互生，边缘常有浅齿，叶子的下部常有2～4对深裂片。头状花序顶生，排列成伞房花序状，秋季开黄色花，舌状花8～9枚，管状花多数。圆柱形瘦果，有纵沟和短毛。

## 分布
分布在泰国、台湾、不丹、印度、菲律宾、缅甸、尼泊尔、日本、中南半岛以及中国大陆的西藏、广东、湖南、广西、贵州、湖北、江西、安徽、云南、福建、四川、陕西、浙江等地，生长于海拔50米至3,200米的地区，见于林中、开阔地、石上、草丛、荒地、林缘、山坡灌丛、河边灌丛中、山坡、路边、山坡路边、田边、灌丛中、疏林中、路边草丛中、沟边和溪边，目前尚未由人工引种栽培。

## 药用

### 毒性
含有不饱和吡咯里西啶生物碱，有肝毒性，并且是强致癌物质。也有肾毒性。
分布广泛的千里光植物可以通过间接的食物污染如谷物、牛奶、蜂蜜或牧草的污染或者直接通过含和吡咯里西啶类生物碱的传统草药、补剂、茶等对人类或牲畜生命造成极大的毒害。

### 含千里光的中成药
千柏鼻炎片、感冒消炎片、千喜片、清热散结片、清热散结胶囊。

### 療用
全草入藥，味苦、辛，性涼；能清熱解毒、涼血。

## 异名
- Senecio scandens Buch.-Ham. ex D. Don var. crataegifolius (Hayata) Kitamura
- Senecio scandens Buch.-Ham. ex D. Don var. incisus Franch.

## 外部連結
- 千里光 Qianliguang（页面存档备份，存于） 藥用植物圖像數據庫 (香港浸會大學中醫藥學院) （中文）（英文）
- 千里光 Qian Li Guang（页面存档备份，存于） 中藥標本數據庫 (香港浸會大學中醫藥學院) （繁體中文）（英文）
- 千里光堿 Senecionine（页面存档备份，存于） 中草藥化學圖像數據庫 (香港浸會大學中醫藥學院) （中文）（英文）